# Изенды
Изенды (каз. Изенді) — село в Нуринском районе Карагандинской области Казахстана. Административный центр Кенжарыкского сельского округа. Находится примерно в 90 км к юго-западу от районного центра, посёлка Нура. Код КАТО — 355253100.

## Население
В 1999 году население села составляло 828 человек (419 мужчин и 409 женщин). По данным переписи 2009 года, в селе проживали 652 человека (320 мужчин и 332 женщины).